# Пантир
Па́нтир — гора в юго-восточной части массива Горганы (Украинские Карпаты). Расположена на границе Надворнянского района Ивано-Франковской области и Тячевского района Закарпатской области. Высота — 1225 м. На восток и запад от вершины раскинулись безлесные участки — полонины. Северные склоны крутые, южные — несколько пологие.
К северу от горы расположен перевал Легионов, на запад — гора Урья (1447 м), на юг — гора Дурня (1709 м).
Ближайший населённый пункт: село Быстрица (Надворнянский район).
На макушке горы, которая расположена за 50-70 м от основной тропы расположен столбик № 1 Чехословацко-польской границы. Сам столбик без номера, хотя далее в направлении перевала Легионов встречаются с пометками II / 1, II / 3 и т. д.. В отличие от других пограничных столбиков состояние этого можно констатировать как отличное.

## Фотографии

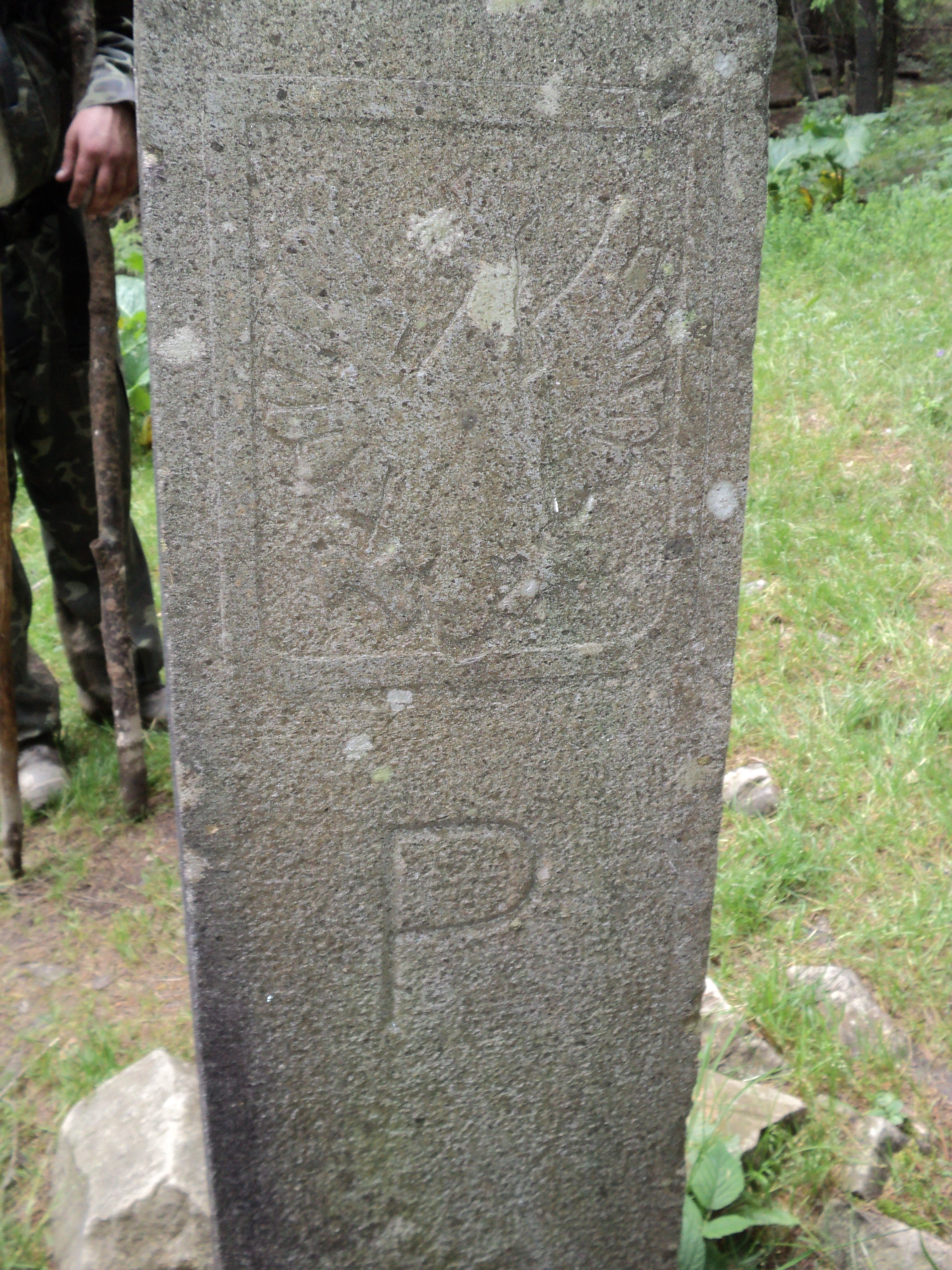
Польшская сторона границы на столбике № 1
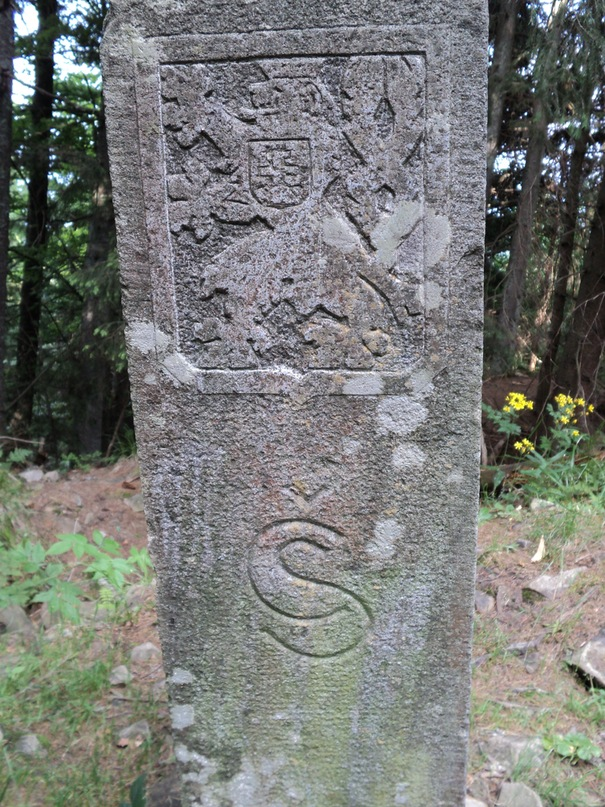
Чехословацкая сторона границы на столбике № 1
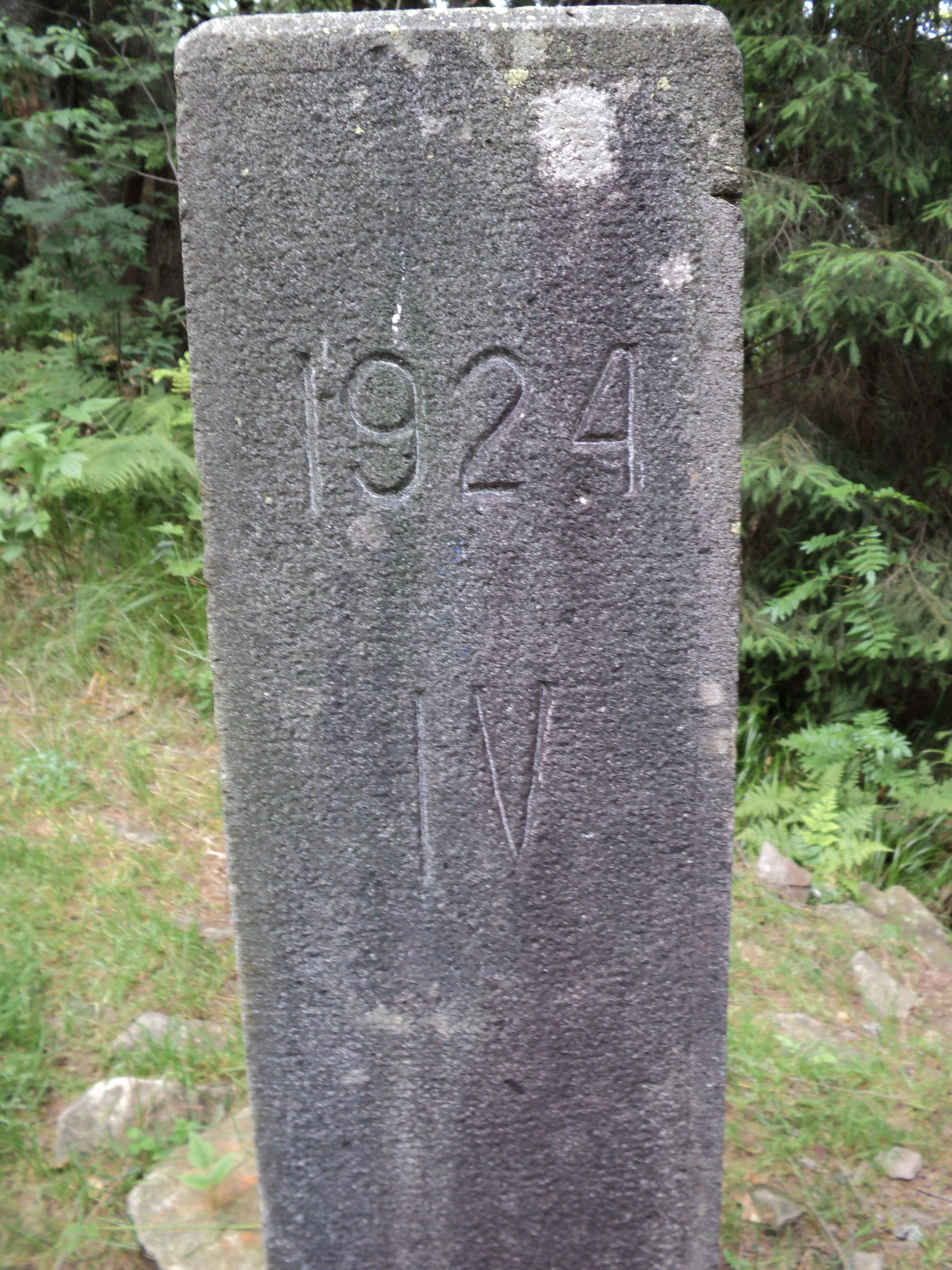
Столбик № 1 на горе Пантир